# ذا باونسر (فلم)
ذا باونسر (بالإنجليزية: The Bouncer) وإسمه الأصلي لوكاس (بالإنجليزية: Lukas) هو فيلم أكشن وإثارة تم إنتاجه في بلجيكا وفرنسا وصدر سنة 2018 بطولة جين كلود فاندام.

## القصة
يحاول حارس في الخمسينات من عمره ويعمل في إحدى الملاهي الليلية أن يهتم بتربية وحماية ابنته البالغة من العمر 8 سنوات.

## روابط خارجية
- مقالات تستعمل روابط فنية بلا صلة مع ويكي بيانات